# Regno di Matamba
Il Regno di Matamba (1631–1744) è stato uno stato africano precoloniale situato in quella che oggi è la regione della Baixa de Cassanje, nella provincia di Malanje dell'odierno Angola. Era un regno potente che resistette a lungo ai tentativi di colonizzazione portoghese e fu integrato nell'Angola solo alla fine del diciannovesimo secolo.

## Storia

### Origini e storia antica
La prima menzione documentaria del Regno di Matamba è un riferimento al fatto che nel 1530 era tributario del re Afonso I del Congo. Nel 1535 Afonso menzionò il Matamba nel suo titolo come una delle regioni su cui regnava come re. Non abbiamo ulteriori informazioni sulla storia antica del regno e le moderne tradizioni orali non sembrano utili allo stato attuale delle ricerche. Tuttavia sembra probabile che il Regno del Congo avesse soltanto una presenza simbolica nel Matamba e che i governanti della regione fossero abbastanza indipendenti. Il Matamba aveva indubbiamente relazioni più strette con il suo vicino sud-orientale, il Ndongo, allora un potente regno, nonché con il Congo.
Durante la metà del sedicesimo secolo il Matamba fu governato dalla regina Njinga Mbandi (conosciuta anche come Nzinga), che ricevette missionari dal Congo, allora regno cristiano, inviati dal re Diogo I (1545–1561). Sebbene questa regina abbia ricevuto i missionari e abbia forse permesso loro di predicare, non vi è alcuna indicazione che il regno si sia convertito al cristianesimo.
L'arrivo dei coloni portoghesi sotto il comando di Paulo Dias de Novais a Luanda nel 1575 alterò la situazione politica: i portoghesi furono immediatamente coinvolti negli affari del regno di Ndongo, che dal 1579 fu impegnato in una guerra contro il Portogallo. Sebbene il Matamba abbia avuto solo un piccolo ruolo all'inizio delle operazioni, la minaccia di una vittoria portoghese spinse il sovrano di Matamba (probabilmente un re di nome Kambolo Matamba) a mandare un esercito in aiuto del Ndongo: i due eserciti combinati furono in grado di sconfiggere e respingere le forze portoghesi nella battaglia del Lukala nel 1590.

### Attacchi portoghesi e conquista di Ndongo
Nel 1618 il governatore portoghese dell'Angola, Luis Mendez de Vasconcellos, lanciò un attacco su larga scala al Regno di Ndongo, con l'appoggio dei suoi alleati Imbangala, soldati mercenari del sud del fiume Kwanza. Le forze di Mendez de Vasconcellos prevalsero e saccheggiarono la capitale e tutto il paese di Ndongo. Nei due anni successivi il figlio di Mendez de Vasconcellos, João, guidò un distaccamento di forze portoghesi e Imbangala nel Matamba, dove misero in atto una campagna di distruzione, proseguita poi autonomamente dalla banda di Imbangala di Kasanje. Migliaia di sudditi del regno di Matamba furono uccisi e migliaia di altri portati in America come schiavi. È in questo periodo, ad esempio, che l'etnonimo "Matamba" compare negli inventari degli schiavi nell'America spagnola in numero considerevole.
Il regno del Ndongo continuò a subire attacchi da parte delle forze portoghesi e nel 1624 la regina Nzinga assunse la carica di sovrano del paese. Continuò senza successo la guerra contro il Portogallo e fu costretta a fuggire dal paese nel 1626 e poi di nuovo nel 1629. Durante la sua seconda fuga Nzinga entrò nel Matamba e le sue forze misero in rotta l'esercito della regina Mwongo Matamba, catturandola e facendola prigioniera. Dal 1631 in poi, Nzinga fece di Matamba la sua capitale, unendola al Regno di Ndongo.

### Il regno di Matamba e Ndongo: Nzinga ei suoi successori
La regina Nzinga regnò sul Matamba dal 1631 fino alla sua morte nel 1663. Durante questo periodo Nzinga integrò il paese nei suoi domini e migliaia dei suoi ex sudditi che erano fuggiti con lei dagli attacchi portoghesi si stabilirono lì. Fece diverse guerre contro Kasanje soprattutto nel 1634–5. Nel 1639 ricevette una missione di pace portoghese che non riuuscì a concludere un trattato, ma ristabilì le relazioni tra il Matamba e i portoghesi. Quando gli olandesi presero il controllo di Luanda nel 1641, Nzinga inviò immediatamente ambasciatori per stringere un'alleanza con loro. In questi anni trasferì la sua capitale da Matamba a Kavanga, da dove condusse operazioni contro i portoghesi. Sebbene le forze di Ndongo abbiano ottenuto una vittoria significativa sui portoghesi nella Battaglia di Kombi nel 1647, costringendoli quasi ad abbandonare il paese e cingendo d'assedio la loro capitale, Masangano, una forza di soccorso portoghese guidata da Salvador de Sá nel 1648 scacciò gli olandesi e costrinse Nzinga a tornare nel Matamba. Pur mantenendo la capitale simbolica a Kindonga, l'isola nel fiume Kwanza da dove lei e il suo predecessore avevano governato, la vera capitale era la città di Matamba (Santa Maria de Matamba). Nzinga era stata battezzata con il nome di Ana de Sousa mentre si trovava a Luanda nel 1622 e nel 1654 iniziò ad aprire a trattative di pace con il Portogallo.

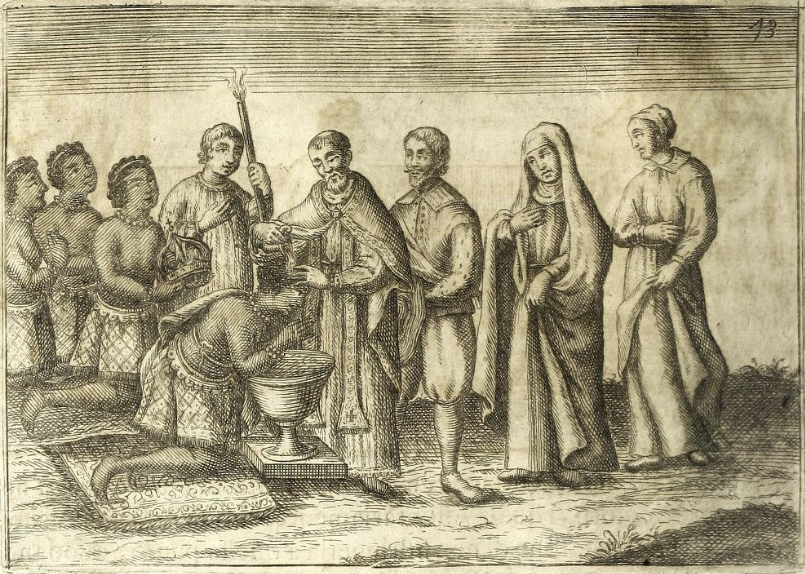
Nzinga viene battezzata a Luanda.

Nzinga sperava che una relazione pacifica con il Portogallo le avrebbe permesso di stabilizzare il suo regno e determinare un successore, poiché non aveva figli. Strinse una salda alleanza con una famiglia imparentata alla sua, il cui capo João Guterres Ngola Kanini, divenne uno dei suoi consiglieri più importanti. Era anche ansiosa di rimuovere le forze Imbangala, guidate da Njinga Mona, dal suo esercito e metterle sotto il suo diretto controllo. Per questo cercò anche di riconciliarsi con la Chiesa cattolica. La sua strategia ebbe successo: Nzinga firmò un trattato di pace con i portoghesi nel 1657 e ottenne l'invio di missionari cappuccini italiani nelle sue terre. I cappuccini consideravano Nzinga una cristiana esemplare e migliaia di sudditi del Matamba furono battezzati.
Tuttavia, il reinserimento nella comunità cristiana non risolse tutti i suoi problemi e rimaneva aperta la questione della successione. La Chiesa rifiutò di riconoscere il matrimonio dinastico tra João Guterres e sua sorella Barbara, perché Guterres aveva una moglie al forte portoghese di Mbaka dove un tempo era stato prigioniero. Allo stesso modo, sebbene gli Imbanagala, rimasti pagani se non ostili al cristianesimo, abbiano permesso a Nzinga di modificare alcune delle loro usanze, Njinga Mona aveva ottenuto un potere pressoché assoluto sull'esercito. 

### La Guerra civile

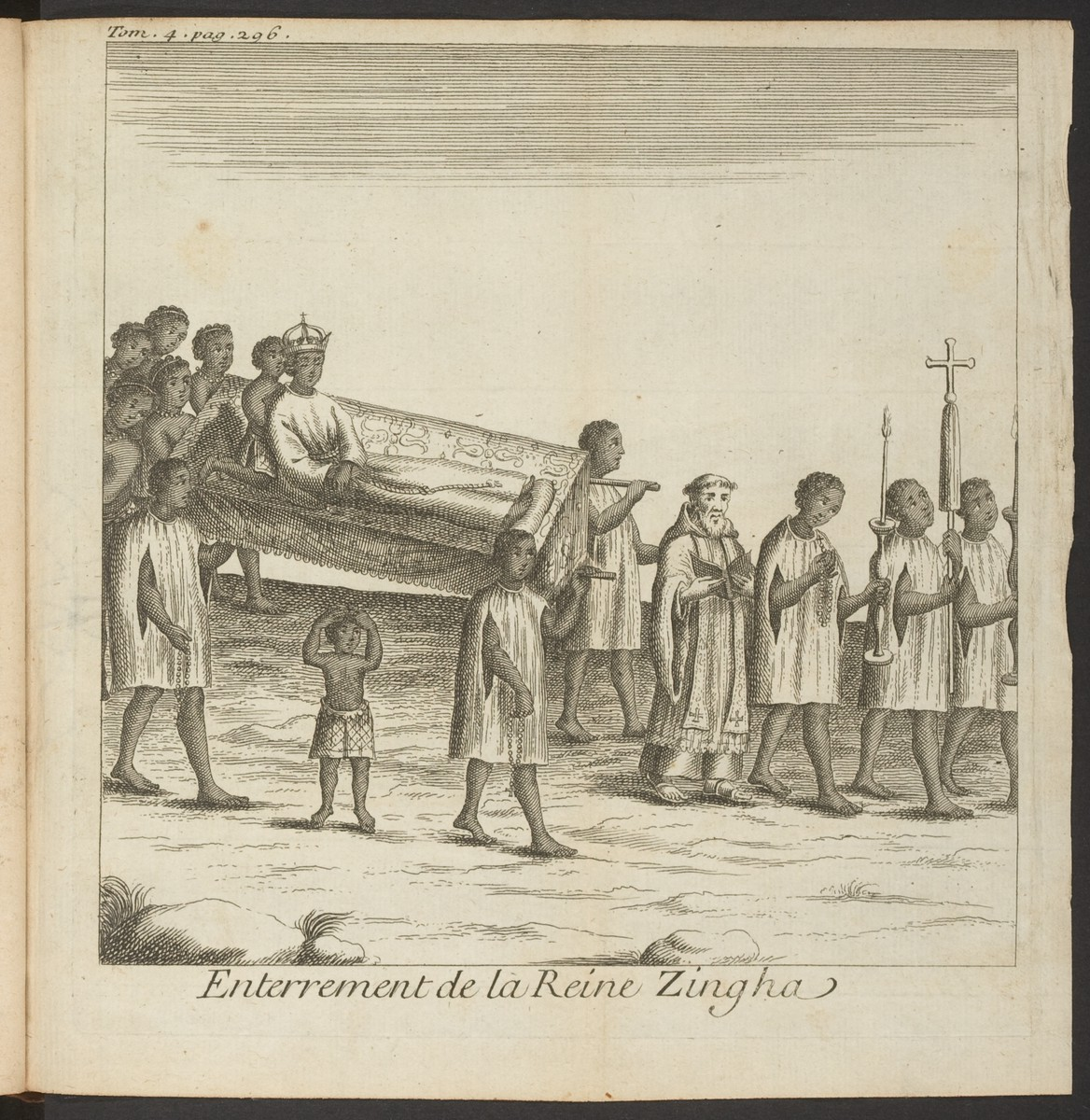
Giovanni Cavazzi da Montecuccolo presiede al funerale della regina Nzinga

Dopo la morte di Nzinga, iniziò un periodo di tensione, scandito dalla guerra civile. Barbara succedette a Njinga, ma fu uccisa da forze fedeli a Njinga Mona nel 1666. João Guterres riuscì a estromettere temporaneamente Njinga Mona nel 1669, ma fu sconfitto e ucciso nel 1670. Njinga Mona avrebbe governato il regno fino a quando il figlio di João Guterres, Francisco, lo estromise dal potere e lo uccise, diventando sovrano nel 1680.

### Battaglia di Katole
Nel 1681 Francisco fu coinvolto in una guerra con la vicina Kasanje, in cui cercava di favorire l'ascesa di uno dei candidati al trono. I portoghesi intervennero nella guerra e invasero il Matamba con una forza di oltre 40.000 soldati, la più grande forza militare che il Portogallo avesse mai mobilitato in Angola. L'esercito penetrò a Katole, dove Francisco lanciò con successo un attacco all'alba del 4 settembre 1681, infliggendo pesanti perdite all'esercito portoghese. Tuttavia, le forze Imbangala nell'esercito portoghese inflissero dure perdite alle forze del Matamba e lo stesso Francisco e molti dei suoi parenti furono uccisi. L'esercito portoghese si ritirò ad Ambaca e poi a Masangano. 

### La Regina Veronica
A Francisco Guterres successe sua sorella Veronica I Guterres Kandala Kingwanga, il cui lungo regno, durato dal 1681 al 1721, consolidò il potere della dinastia Guterres. Veronica era una cristiana devota, ma anche una fervente sostenitrice dell'indipendenza del Matamba. Al fine di prevenire un'altra invasione portoghese, Veronica inviò un'ambasciata a Luanda che negoziò un trattato di pace, firmato il 7 settembre 1683. In esso accettò il vassallaggio nominale, acconsentì a restituire i prigionieri portoghesi presi nella battaglia di Katole, permise ai missionari di entrare nel paese e agli agenti portoghesi di passare liberamente attraverso le sue terre. Accettò anche di riconoscere l'indipendenza di Kasanje e di rinunciare a tutte le pretese sul paese e di pagare 200 schiavi in 4 anni come risarcimento.
Nel giro di pochi anni, tuttavia, Veronica cominciò ad avanzare affermazioni come regina di Ndongo e Matamba che rivaleggiavano con quelle di Nzinga. Nell'intento di far valere le sue pretese fu coinvolta in guerre con il Portogallo nel 1689 e di nuovo nel 1692–3. Cercò anche di allearsi con il Congo nel 1706. Queste guerre e le incursioni durante le operazioni principali portarono a un grave spopolamento ai confini occidentali dei suoi domini.
Veronica cercò di ristabilire una missione cristiana nel Paese, venuta meno in seguito alla morte di Nzinga e alla guerra civile che ne era seguita. Tuttavia, nonostante le sue varie suppliche, la missione non fu ristabilita.

### L'invasione portoghese del 1744
Quando Veronica morì nel 1721 le successe suo figlio Afonso I Álvares de Pontes. Durante il suo regno, il distretto settentrionale di Holo si separò da Matamba per formare un proprio regno ed entrò in relazione con il Portogallo. Come risultato dei tentativi del Matamba di impedire la secessione e il commercio portoghese con la provincia ribelle, le relazioni tra il Matamba e la colonia portoghese si deteriorarono.
Ana II, salita al potere nel 1741, dovette affrontare un'invasione portoghese nel 1744. L'invasione del Matamba da parte delle forze portoghesi nel 1744 fu una delle più grandi operazioni militari messe in atto dal Portogallo nel Settecento. Nel corso del loro attacco, l'esercito del Matamba inflisse una grave sconfitta ai portoghesi, ma nonostante ciò, l'esercito portoghese riuscì a raggiungere la capitale Matamba. Per evitare una lunga guerra e per farli ritirare, Ana II firmò un trattato di vassallaggio con il Portogallo che rinnovava le concessioni fatte da Veronica nel 1683. Sebbene il trattato consentisse al Portogallo di rivendicare il Matamba come vassallo e di aprire il Matamba al commercio portoghese, ebbe scarso effetto sulla reale sovranità del Matmaba.
Ana II, come Veronica prima di lei, era interessata a diffondere il cristianesimo nel Matamba, e inviò regolarmente lettere al prefetto dei cappuccini del Congo e dell'Angola o alle autorità portoghesi chiedendo l'invio di missionari e lo stabilimento di una missione permanente nel paese. Sebbene il paese sia stato visitato da missionari provenienti da Cahenda e da Carmelitani scalzi, non fu stabilita una missione permanente. 

### Il regno diviso
Ana II morì nel 1756 e in quel momento scoppiò una guerra civile tra i contendenti al trono, durante la quale Veronica II governò brevemente per un certo periodo ma fu rovesciata qualche tempo dopo il 1758, lasciando Ana III sul trono.
Ana III fu a sua volta rovesciata da Kalwete ka Mbandi, un capo militare. Kalwete vinse la guerra e fu battezzato come Francisco II quando salì al trono. Tuttavia, due delle figlie di Ana, Kamana e Murili, sfuggirono alla guerra civile, si rifugiarono nell'antica capitale di Ndongo sulle isole Kindonga e resistettero con successo ai tentativi di Francisco II di cacciarle. Da questa base, la regina Kamana creò un regno rivale e nel 1767 tentò senza successo di ottenere l'aiuto portoghese contro il suo rivale. Sebbene il governatore portoghese dell'epoca, Francisco Innocencio de Sousa Coutinho le abbia concesso asilo e abbia ordinato ai suoi funzionari di rispettare lei e la sua posizione, non favorì l'intervento diretto negli affari ai confini orientali della zona portoghese.
Il figlio e successore di Kamana riuscì a porre fine alla divisione del paese recuperando con successo la capitale ed venendo incoronato re di Matamba intorno al 1810.